# Szeptember végén (vers)

A Petőfi házaspár szobra a koltói Teleki-kastély kertjében

A Szeptember végén Petőfi Sándor 1847 szeptemberében írt elégiája, amelyet feleségéhez, Szendrey Júliához írt. Petőfi és Szendrey 1847. szeptember 8-án házasodtak össze, és ezután Koltóra mentek nászútra, ahol a Teleki-kastélyban töltötték a mézesheteket. Itt keletkezett a vers.

## Szerkezete
A mű három nyolcsoros versszakból áll, rímképlete keresztrím (ABABCDCD). Sorai bizonyos felfogás szerint felütéssel kezdődnek és daktilikusan folytatódnak, más nézőpont szerint anapesztikusak.
Az első szakaszban a költő párhuzamot von az ősz, mint a nyárból a télbe való átmenet és saját életkora, mint az ifjúságból az öregségbe és a halálba való átmenet között. Az eszmei párhuzamot erősíti a „lent” (a nyár viruló termékenysége) és a „fent” (a tél, mint az elmúlás jelképe) közötti szembenállás.
A második szakasz kezdősora („Elhull a virág, eliramlik az élet...”) Kosztolányi Dezső szerint a legszebb magyar verssor. Az ezt követő sorokban a lírai én a szerelmes boldogság múlékonyságán lamentál, és feleségének felteszi a kérdést, hogy ha megözvegyülne, megházasodna-e újra.
A harmadik versszakban azután szentimentális ígéretet tesz, hogy ha özvegye új párt is választana, ő akkor is, a halálon túl is szeretni fogja feleségét.
Petőfi a vers keletkezése után nem egészen két évvel meghalt, Szendrey Júlia pedig a következő évben újra férjhez ment.

## A vers
Még nyílnak a völgyben a kerti virágok,

Még zöldel a nyárfa az ablak előtt,

De látod amottan a téli világot?

Már hó takará el a bérci tetőt.

Még ifju szivemben a lángsugarú nyár

S még benne virít az egész kikelet,

De íme sötét hajam őszbe vegyűl már,

A tél dere már megüté fejemet.

Elhull a virág, eliramlik az élet...

Űlj, hitvesem, űlj az ölembe ide!

Ki most fejedet kebelemre tevéd le,

Holnap nem omolsz-e sirom fölibe?

Oh mondd: ha előbb halok el, tetemimre

Könnyezve borítasz-e szemfödelet?

S rábírhat-e majdan egy ifju szerelme,

Hogy elhagyod érte az én nevemet?

Ha eldobod egykor az özvegyi fátyolt,

Fejfámra sötét lobogóul akaszd,

Én feljövök érte a síri világból

Az éj közepén, s oda leviszem azt,

Letörleni véle könyűimet érted,

Ki könnyeden elfeledéd hivedet,

S e szív sebeit bekötözni, ki téged

Még akkor is, ott is, örökre szeret!